# Seututie 956
Pour les articles homonymes, voir Route 956.
La route régionale 956 (finnois : Seututie 956) est une route régionale allant de Sirkka, Kittilä à Enontekiö en Finlande.

## Description
La route régionale 956 a une longueur de 123 kilomètres.

## Parcours et croisements
- Kittilä
  - Sirkka (Kantatie 79)
  - Köngäs (seututie 955)
  - Tepasto
  - Lompolo
  - Pulju
- Enontekiö
  - Nunnanen
  - Peltovuoma (seututie 957)
  - Vuontisjärvi
  - Hetta (village) (Kantatie 93)

## Distances
| Sirkka     | 20  | Sirkka |        |         |       |          |            |           |
| Köngäs     | 28  | 8      | Köngäs |         |       |          |            |           |
| Tepasto    | 45  | 25     | 17     | Tepasto |       |          |            |           |
| Pulju      | 74  | 54     | 46     | 29      | Pulju |          |            |           |
| Nunnanen   | 99  | 79     | 71     | 54      | 25    | Nunnanen |            |           |
| Peltovuoma | 113 | 93     | 85     | 68      | 39    | 14       | Peltovuoma |           |
| Enontekiö  | 143 | 123    | 115    | 98      | 69    | 44       | 30         | Enontekiö |